# Personal learning network
Un Personal Learning Network (in italiano si può tradurre in "rete per l'apprendimento personale") è una rete per l'apprendimento informale che consiste nell'insieme di persone con le quali un individuo interagisce in un ambiente di apprendimento. In un PLN una persona crea una connessione con un'altra con lo specifico intento di realizzare un qualche processo di apprendimento in virtù di tale connessione.

## Origini
Si possono individuare le origini del concetto di PLN nel connettivismo, così come sviluppato nelle teorie di George Siemens e di Stephen Downes. In tale paradigma l'apprendimento viene visto come una rete con nodi e connessioni. Un nodo è qualsiasi cosa possa essere connessa ad un altro nodo: informazioni, dati, immagini, sentimenti. L'apprendimento è così un processo che crea delle connessioni e sviluppa una rete, formato anche da molte connessioni deboli.
Un altro concetto che ha influenzato la nascita del PLN è quello di Personal Learning Environment (in italiano ambiente per l'apprendimento personale)  che consiste nell'integrazione delle tecnologie del "Web 2.0" per favorire l'apprendimento individuale.